# روبرت وان
روبرت وان (بالإنجليزية: Robert Vaughan)‏‏ (1937 في روتشستر - ) كاتب، وروائي، وضابط جوي من الولايات المتحدة.

## الجوائز
- صليب الطيران المتميز
- ميدالية النجمة البرونزية
- وسام القلب الأرجواني
- نوط الجو